# Валашек, Антоний
Антоний Валашек (пол. Antoni Walaszek; 19 сентября 1923, Петшиковице — 23 января 1995, Варшава) — польский политик времён ПНР, функционер ПОРП. Был первым секретарём парторганизаций Катовице и Щецина. Занимал жёсткую позицию во время рабочих протестов на Балтийском побережье в 1970. После этих событий выведен из партийного аппарата.

## В партийном аппарате
Родился в силезской деревне. Во время нацистской оккупации воевал в Крестьянских батальонах. В 1946 вступил в ППР. На следующий год прошёл обучение в повятской и воеводской партшколах, после чего был зачислен в партаппарат. С 1948 — партийный функционер правящей компартии ПОРП.
В 1948—1950 Антоний Валашек — секретарь повятского комитета ПОРП в Цешине. В 1952 окончил Партийную школу при ЦК ПОРП, получил экономическое образование. В 1952—1953 — инструктор, до 1954 — заведующий отделом, в 1954—1959 — секретарь горкома, затем до 1960 — первый секретарь воеводского комитета ПОРП в Катовице.
Специализировался на экономическом управлении. В качестве партсекретаря курировал транспортную инфраструктуру промышленного массива Катовице. Политически проявлял полную лояльность партийному руководству — как при сталинистском курсе Болеслава Берута, так и при десталинизации Владислава Гомулки. Недовольство Гомулки он вызвал лишь один раз — в 1962, из-за «вольностей» на щецинском фестивале молодых талантов.
В 1960 Антоний Валашек был переведён на Балтийское побережье и занял пост первого секретаря воеводского комитета ПОРП в Щецине. Ужесточил систему партийного контроля над промышленностью. Период секретарства Валашека был отмечен социально-экономическими трудностями, падением уровня жизни (что, впрочем, касалось всей страны, а не только Щецинского воеводства).

## Отказ говорить с «толпой»
В декабре 1970 повышение цен на продовольствие вызвало массовые забастовки и демонстрации рабочих Балтийского побережья. В Щецине протестующие были настроены особенно радикально, чему способствовали личности таких лидеров, как Эдмунд Балука, Адам Ульфик, Мариан Юрчик. Несколько дней в городе существовало как минимум двоевластие — комитета ПОРП и забастовочного комитета с центром на судоверфи имени Варского. Секретарь ЦК ПОРП Ян Шидляк с тревогой говорил о созданной забастовщиками Щецинской республике.
Антоний Валашек не смог адекватно оценить ситуацию. Поначалу он был уверен, что «Гданьские беспорядки Щецина не затронут». Когда же 17 декабря 20-тысячная демонстрация подошла к зданию воеводского комитета ПОРП и потребовала встречи с первым секретарём, он сделал ставку на насилие. Первый секретарь провёл экстренное совещание с воеводской комендатурой милиции и командованием армейской 12-й механизированной дивизии. Валашек категорически отказался «разговаривать с толпой».
Результатом стали ожесточённые уличные столкновения. Против рабочих были брошены не только милиция и ЗОМО, но и регулярные армейские части с танками. В ответ протестующие сожгли здание воеводского комитета ПОРП. Сам Валашек с трудом успел выбраться из здания по служебным лестницам под охраной солдат. В Щецине были убиты 16 человек. Роль первого секретаря Валашека в этих событиях отразилась в фольклорной Щецинской балладе: Верфь двинулась на дворец Толстяка… Сгорело его кресло, остался только пепел….
Декабрьские события привели к смене высшего руководства ПОРП и ПНР. 20 декабря 1970 первым секретарём ЦК ПОРП стал Эдвард Герек, настроенный на компромиссы и маневрирование. Но именно в Щецине забастовки и демонстрации продолжались дольше всего. Валашек ещё рассчитывал удержать свои позиции. Он возлагал всю вину на протестующих, требовал соблюдения порядка, призывал поддерживать Герека, начал чистку региональных партийных СМИ. Трудовые коллективы Щецина требовали его отставки, к ним присоединились многие низовые парторганизации. 11 января 1971 Антоний Валашек был снят с должности как «не справившийся с ситуацией» (его сменил функционер экономического отдела ЦК Эугениуш Олубек).

## В отставке
К какой-либо ответственности Валашек, однако, не привлекался. Был переведён в Варшаву, назначен в учреждение снабжения советской группы войск в Польше.
После выхода на пенсию жил сугубо частной жизнью. В бурных политических событиях — противостоянии ПОРП с профсоюзом Солидарность, смене общественно-политического строя — участия не принимал. Скончался в возрасте 71 года, похоронен в Варшаве.
Люди, знавшие Антония Валашека, отмечали такую его черту, как страсть к охоте.